# Мостицкий массив

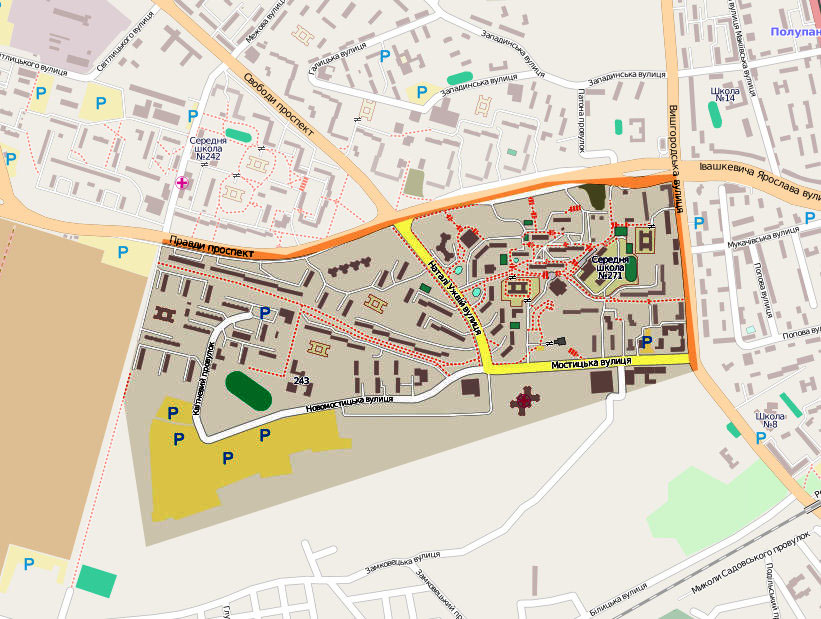
Карта

Мостицкий массив (укр. Мости́цький маси́в) — часть Подольского района города Киева, спальный район с соответствующей инфраструктурой. Возник в 1980-е годы.
На массиве расположены две средние школы (№ 243, 271) и международная школа «Меридиан», три детских дошкольных учебных заведения (школа-детский сад «Подоляночка», школа-детский сад-ясли «Плай», детский сад № 72).
Улицы массива:
- Мостицкая;
- Новомостицкая;
- Вышгородская;
- Наталии Ужвий;
- Проспект Правды;
- Большая Мостицкая.

## Известные жители
В доме № 20/16 по улице Брюсова с 1905 года по 1944 год жил известный художник Фотий Красицкий, о чём ныне свидетельствует мемориальная доска на нём.